# 바뉴마스어 위키백과

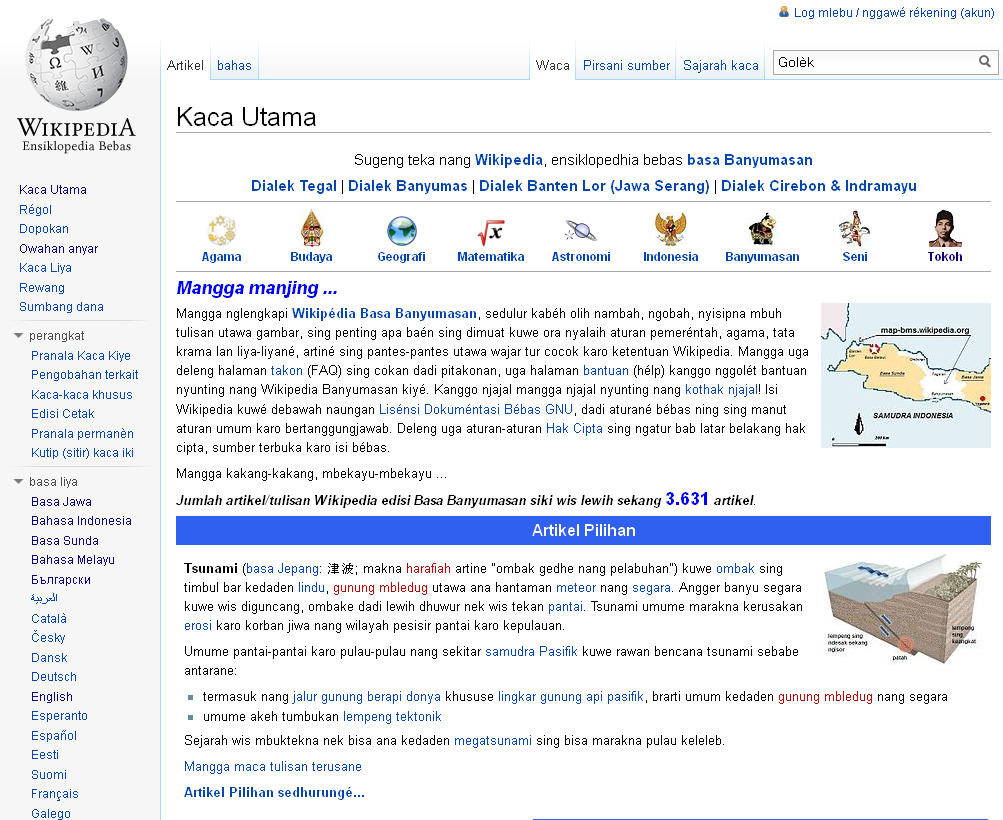

바뉴마스어 위키백과는 바뉴마스어로 운영되는 위키백과이다. 기호는 map-bms이다.